# Medvode
Medvode est une commune du centre de la Slovénie située dans la région de la Haute-Carniole.

## Géographie
Medvode est située à une dizaine de kilomètres au nord de la capitale Ljubljana dans la région de la Haute-Carniole. Elle est localisée le long de l'autoroute reliant Ljubljana à l'Autriche via Jesenice. La commune est à la confluence de la rivière Sora et de la rivière Save près de laquelle est d'ailleurs installée une centrale électrique. La commune accueille le lac de Zbilje. Les Alpes juliennes forment le paysage de la région.

### Villages
Les villages qui composent la commune sont Belo, Brezovica pri Medvodah, Dol, Dragočajna, Golo Brdo, Goričane, Hraše, Ladja, Medvode, Moše, Osolnik, Preska, Rakovnik, Seničica, Setnica, Smlednik, Sora, Spodnja Senica, Spodnje Pirniče, Studenčice, Tehovec, Topol pri Medvodah, Trnovec, Valburga, Vaše, Verje, Vikrče, Zavrh pod Šmarno Goro, Zbilje, Zgornja Senica, Zgornje Pirniče et Žlebe.

## Histoire
Medvode est cité pour la première fois dans un document en 989.

## Démographie
Entre 1999 et 2021, la population de la commune de Medvode a régulièrement augmenté pour s'approcher des 17 000 habitants,.
Évolution démographique
| 1999   | 2000   | 2001   | 2002   | 2003   | 2004   | 2005   | 2006   | 2007   |
| ------ | ------ | ------ | ------ | ------ | ------ | ------ | ------ | ------ |
| 13 838 | 14 049 | 14 228 | 14 459 | 14 281 | 14 367 | 14 534 | 14 756 | 14 793 |
| 2008   | 2009   | 2010   | 2011   | 2012   | 2013   | 2014   | 2015   | 2016   |
| 15 021 | 15 068 | 15 393 | 15 542 | 15 618 | 15 843 | 15 868 | 15 963 | 16 032 |
| 2017   | 2018   | 2019   | 2020   | 2021   |        |        |        |        |
| 16 236 | 16 362 | 16 573 | 16 829 | 16 811 |        |        |        |        |

## Personnages importants
- Jakob Aljaž (1845-1927), prêtre et compositeur.

- Franc Rozman (1911-1944) partisan Slovène des armées Yougoslaves